# 윈도우 사진 뷰어
윈도우 사진 뷰어(Windows Photo Viewer, 이전 이름: Windows Picture and Fax Viewer)는 윈도우 NT 운영 체제 제품군에 포함된 이미지 뷰어이다. 이전 이름으로 윈도우 XP 및 윈도우 서버 2003에 처음 포함되었다. 윈도우 비스타에서 일시적으로 윈도우 사진 갤러리로 대체되었다가 윈도우 7에서 다시 복원되었다. 이 프로그램은 이미징 포 윈도우(Imaging for Windows)를 계승한다. 윈도우 10에서는 '사진'이라는 유니버설 윈도우 플랫폼 앱을 선호하여 더 이상 사용되지 않지만 레지스트리 조정을 통해 다시 사용할 수 있다.
윈도우 사진 뷰어에서는 개별 사진을 표시하고, 폴더에 있는 모든 사진을 슬라이드 쇼로 표시하고, 90° 단위로 방향을 바꾸고, 직접 또는 온라인 인쇄 서비스를 통해 인쇄하고, 전자 메일로 보내거나 디스크에 구울 수 있다. 윈도우 사진 뷰어는 BMP, JPEG, JPEG XR(이전의 HD Photo), PNG, ICO, GIF 및 TIFF 파일 형식의 이미지를 지원한다.

## 같이 보기
- 색 관리